# Jaione Camborda
Camborda  Coll est un nom espagnol. Le premier nom de famille, en général paternel, est Camborda ; le second, en général maternel, souvent omis, est Coll.
Jaione Camborda Coll, née le 1er mars 1983 à Saint-Sébastien, est une scénariste et réalisatrice espagnole.

## Biographie
Elle étudie le cinéma à l'Académie du cinéma de Prague et à Hochschule für Fernsehen und Film München. À la fin de ses études, elle s'installe en Galice. Elle créé la société de production Esnatu zinema. Elle réalise des films expérimentaux tels que Proba de Axilidade, Nimbos, Lilit ou Rapa das Bestas.
En 2019, elle réalise son premier long métrage Arima. Le film se déroule en Galice autour de quatre femmes et de fantômes,.
En 2023, elle réalise son deuxième long métrage O corno, une histoire de femmes. Ce film aborde la question de l'avortement clandestin sous le régime de Franco. On y suit Maria qui vit dans une ville côtière de Galice dans les années 1970. Elle aide les femmes à accoucher et parfois à avorter. Elle est contrainte de fuir l'Espagne,,
Avec ce film, Jaione Camborda est la première réalisatrice espagnole à remporter, en 2023, la Coquille d'Or du Festival International du Film de Saint-Sébastien. 
Lors du Festival international du film de Saint-Sébastien 2024, elle est présidente du jury des longs métrages.

## Réalisations
- 2019 : Arima, 77 min
- 2023 : O corno, une histoire de femmes[8]

## Prix et distinctions
- Prix de la Meilleure Direction (en français : réalisation), section Les Nouvelles Vagues, Festival de Cinéma Européen de Séville, 2019, pour Arima
- Prix ANIMAFICX du Festival International de Cinéma de Gijón, 2019, pour Arima[4].
- Coquille d'Or du meilleur film, Festival international du film de Saint-Sébastien, 2023, pour  O corno[7]
- meilleure Direction (en français : réalisation), festival Zinemastea, Vitoria-Gasteiz, 2024, pour O corno[9]